# Jeremy Blake
Pour les articles homonymes, voir Blake.
 (avril 2014).
Jeremy Blake, né le 4 octobre 1971 à Fort Sill dans l'Oklahoma, et mort le 17 juillet 2007 à New York, était un peintre américain. Il est particulièrement connu pour ses travaux numériques, photographies et séquences d'images, qu'il appelait « time based paintings ».

## Biographie
La vie de Jeremy Blake est marquée par un intérêt immédiat et continu pour l'art, l'importance de la relation avec sa femme, Theresa Duncan, ses succès artistiques et mondains, puis un repli sur soi qui se terminera par les suicides rapprochés du couple.

### Enfance et éducation
Jeremy Blake est l'unique enfant de Anne Schwartz-Delibert et Jeffrey Blake, agent immobilier.
Il naît à Fort Sill, mais, peu après sa naissance, ses parents déménagent à Takoma Park, une banlieue de Washington (District de Columbia). Ses parents divorcent quand il est encore enfant, et il est principalement élevé par sa mère. Son père, atteint du sida, meurt quand il avait 17 ans.
Son goût pour l'art est immédiat et sera sans interruption. Blake déclarera : « Je n'ai pas cessé de dessiner depuis l'âge de 2 ans ». Il fait naturellement ses études dans ce domaine, en obtenant d'abord un bachelor's degree de l'école de l'Art Institute of Chicago en 1993, puis un master's degree en 1995 du California Institute of the Arts à Valencia.

### Vie adulte
Après ses études, en 1995, il déménage à New York, où il s'installe rapidement avec Theresa Duncan, rencontrée précédemment à Takoma Park. De cinq ans son aînée, elle évolue également dans le milieu artistique, écrivant notamment des jeux vidéo pour enfants. Toute la suite de la vie de Blake sera liée à sa femme.
Bien qu'ayant étudié la peinture « classique », il commence à travailler comme retoucheur d'images numériques. Il apprend donc en autodidacte le travail numérique qui sera par la suite sa marque de fabrique. Blake dira même avoir été renvoyé de son premier emploi pour incompétence.
Il continue en parallèle ses travaux, qui sont rapidement reconnus et diffusés par les galeries new-yorkaises. En 1999, ses premières expositions personnelles sont un succès. Le couple déménage néanmoins à Los Angeles en 2001, en particulier parce que Theresa souhaite créer un film, ce qui sera plus facile à Hollywood. Dans les deux villes, le couple conserve une vie sociale intense. En exemple du « glamour », Jeremy Blake est photographié par Vogue Homme en 2003, qui le décrit comme « A handsome 32-year-old who lives in a canalside house in Venice Beach and drives a windblown beach buggy to his nearby studio ». Au-delà du milieu traditionnel des galeries, Blake travaille également avec Beck (album Sea Change) et Paul Thomas Anderson pour le film Punch-Drunk Love, plus tard prix du Jury au festival de Cannes 2002.

### Suicide
Depuis 2004, le couple (en particulier Theresa, peut-être à la suite des difficultés rencontrées pour lancer plusieurs projets de films) semble développer des tendances paranoïaques, se considérant en particulier harcelé par l'Église de scientologie, dont Beck est membre, et qui empêcherait Theresa de réaliser son projet de film. 
Le couple se replie sur lui-même, se coupe de ses amis qui mettent en doute ces attaques. En février 2007, le couple quitte Los Angeles pour retourner à New York, après avoir été expulsé de leur logement à cause de leur comportement. Jeremy Blake travaille en indépendant pour la société de jeux vidéo Rockstar tout en préparant sa prochaine exposition.
Après une pause initiale, les tendances paranoïaques reprennent, le couple initie un document de 27 pages récapitulant les attaques dont il se pense victime.
Le 10 juillet 2007, Theresa Duncan se suicide à leur domicile, par absorption de pilules et d'alcool. Une semaine plus tard, disant à ses amis qu'il va travailler, Jeremy part seul pour la plage de Rockaway, New York. Il y disparaît en laissant ses habits et un mot sur la plage. Son corps est retrouvé cinq jours plus tard, dans le New Jersey. La police conclut à une mort par noyade.

## Œuvres
Bien que Jeremy Blake soit connu pour ses travaux numériques, il ne voyait pas ce support comme une fin en soi, mais comme le meilleur outil pour intégrer plusieurs techniques différentes. Les différents supports qu'il a utilisés sont:
- Peinture et dessin
- Photographie (en particulier le C-Print (en))
- Film
- Image numérique

Ses œuvres les plus connues sont :
- Cover & images pour les clips de Beck pour l'album Sea Change (1999)
- Angel Dust (2000). Suite d'images numériques, construites par superpositions de couches de couleurs translucides. Exposé au Museum of Modern Art à New York
- Punch-Drunk Love (2002): Images pour le film de Paul Thomas Anderson
- The Winchester Trilogy: Winchester (2002), 1906 (2003), Century 21 (2004): Travail à partir du manoir Sarah Winchester, belle-fille de Oliver Fisher Winchester, fabricant du fusil du même nom, qui avait construit un manoir-labyrinthe pour échapper aux fantômes des hommes tués par des armes Winchester.
- Sodium Familiar (2004): Huile sur toile
- Painted Wagon (2004): Huile sur toile
- Hobhouse (2006): Digital C-print